# Tipula bisentis
Tipula bisentis är en tvåvingeart som beskrevs av Alexander 1951. Tipula bisentis ingår i släktet Tipula och familjen storharkrankar.
Artens utbredningsområde är Myanmar. Inga underarter finns listade i Catalogue of Life.